# Giampiero Pinzi
Giampiero Pinzi (Roma, 11 de março de 1981) é um futebolista italiano que atualmente joga no Chievo Verona.

## Carreira
Pinzi representou a Seleção Italiana de Futebol nas Olimpíadas de 2004, que conquistou a medalha de bronze.
Pinzi também é conhecido como o apelido carinhoso da pequena cachorrinha Colli.